# Шкварников, Пётр Климентьевич
Пётр Климентьевич Шкварников (12 июля 1906 (29 июня 1906) — 6 июля 2004) — советский, украинский генетик, селекционер, исследователь мутационного процесса у растений, преподаватель и организатор генетической науки. Кандидат биологических наук (1936), доктор биологических наук (1966), профессор (1968). Автор 140 научных работ, в том числе 2 монографий.

## Биография и научная деятельность
Родился в Корсунь-Шевченковском Черкасской области. В 1921—1922 годах получил среднее агрономическое образование, в 1927 году окончил масловский Институт Селекции и Семеноводства в Киевской области. С 1927 по 1930 год работал в Одесском научно-исследовательском Институте Селекции и Генетики под руководством академика А. А. Сапегина. В этот период выполнил и защитил дипломную работу на тему «Генетика морфологических признаков у картофеля». Произвёл первые исследования по экспериментальному получению мутаций у картофеля путём воздействия рентгеновскими лучами на вегетативные части растений. Эти исследования впервые в мире были проведены для получения индуцированных мутаций на картофеле, а не на зерновых культурах.
С 1930 года в Биологическом Институте им. Тимирязева (Москва) проводил исследования по выяснению роли отдельных хромосом в изменении величины клеток с изменением числа входящих в состав ядра хромосом. Одновременно в сотрудничестве с профессором М. С. Навашиным были начаты исследования по экспериментальному мутагенезу, ставшие в дальнейшем основным направлением в исследовательской деятельности, было изучено влияние на мутационную изменчивость в семенах физических факторов окружающей среды (температуры, влажности, содержание кислорода). Эксперименты, показавшие, что причины спонтанной мутационной изменчивости в природе связаны с внутриклеточными метаболическими процессами, повторённые многократно в течение ряда лет на различных видах и сортах растений дали согласованные результаты. Последние были обобщены в работе «Мутационная изменчивость в семенах и её значение для селекции и семеноводства», опубликованной в Известиях АН СССР (1939).
С 1937 года продолжает исследования в Институте генетики АН СССР под руководством академика Н. И. Вавилова, с июня 1939 года — заместитель директора института по научной работе. Член комиссии по передаче-приёму Института генетики в январе 1941 года, последовавшей после ареста академика Н. И. Вавилова и назначения директором института Т. Д. Лысенко. При подписании акта выразил категорическое несогласие с содержавшейся в акте оценкой деятельности института, подготовленной сторонниками Трофима Лысенко, и написал особое мнение, приложенное к акту. Подлинники этих документов сохранились в Архиве Академии наук СССР (теперь Архив РОАН) в фонде Института генетики (ф.201). Были выявлены и опубликованы в 1988 году в журнале «Цитология и генетика», т22, № 3
С 1941 по 1946 годы в действующей армии. В составе 11-й Гвардейской армии прошёл боевой путь от Москвы до Кенигсберга, был ранен и контужен. Закончил войну в звании гвардии майора.
В 1946 году в Институте цитологии, гистологии и эмбриологии П. К. Шкварниковым были начаты исследования с применением химических мутагенных соединений и показана высокая мутагенная эффективность этиленимина, ставшего впоследствии наиболее применяемым химическим соединением для искусственного получения мутаций у растений. В тот же период в ходе изучения экспериментальных мутаций были получены данные в подтверждение «транслокационной гипотезы эволюции основного числа хромосом», выдвинутой М. С. Навашиным. После августовской сессии ВАСХНИЛ 1948 года и последовавшего разгрома классической генетики сторонниками Трофима Лысенко исследования по экспериментальному мутагенезу были прерваны.
С 1949 по 1955 годы работал в отделе ботаники Крымского филиала АН СССР, где возможностей для работы по генетической тематике не было. Проводил исследования по проблеме двуурожайной культуры картофеля на юге СССР, в ходе которых был разработан метод двуурожайной культуры картофеля для выращивания здорового семенного материала.
В 1957 году было принято решение о создании Института Цитологии и Генетики в составе организованного Сибирского отделения Академии наук СССР в Новосибирске, директором-организатором которого был назначен академик Н. П. Дубинин. П. К. Шкварников был назначен заместителем директора-организатора института. В 1958 году исследования по экспериментальному мутагенезу были возобновлены в Институте Цитологии и Генетики Сибирского Отделения АН СССР в Новосибирске. В этот период основным содержанием исследований П. К. Шкварникова было изучение закономерностей мутационной изменчивости в зависимости от вида и доз применяемых радиационных и химических мутагенов и использование индуцированных мутаций в селекции растений. Был накоплен большой материал для выяснения механизмов возникновения хромосомных перестроек под влиянием ионизирующих излучений и других факторов, создана институтская база для широкого полевого эксперимента и селекции. Установлено, что все виды ионизирующих излучений и химические мутагены повышают частоту видимых мутаций до известного уровня доз и экспозиций, после чего частота мутаций снижается и, особенно, малых мутаций имеющих, обычно, наибольшую практическую ценность. Также было показано, что химические мутагены, в отличие от ионизирующих излучений, при высоком мутагенном эффекте вызывают незначительное число хромосомных аберраций.
С 1966 года по приглашению Академии Наук УССР продолжает исследования в Институте ботаники АН УССР и Институте молекулярной биологии и генетики АН УССР. В 1967—1974 годах ответственный редактор научного журнала «Цитология и генетика», президент Украинского Общества генетиков и селекционеров им. Н. И. Вавилова, заведующий кафедрой генетики Киевского государственного университета им. Т. Г. Шевченко.
В процессе разработки теоретических вопросов в ходе исследований П. К. Шкварниковым в соавторстве с сотрудниками были созданы 2 сорта пшеницы — яровой «Новосибирская 67» (районирован в Западной Сибири) и озимой «Киянка» (районирован в нескольких областях Украины). За результаты работ по созданию новых высокопродуктивных сортов пшеницы П. К. Шкварников был отмечен Государственной премией УССР в области науки и техники (1982) и награждён Орденом Ленина (1990).

## Награды и премии
- Орден Ленина (16.10.1990)
- Два ордена Отечественной войны 1 степени (02.05.1945, 11.03.1985)
- Орден Отечественной войны 2 степени (25.07.1944)
- Орден Красной Звезды (27.08.1943)
- Два ордена Трудового Красного Знамени (10.05.1946, 30.09.1967)